# George Siemens
George Siemens és un teòric en l'ensenyament en la societat digital. És l'autor de l'article Conectivisme: Una teoria de l'ensenyament per a l'era digital i del llibre Coneixent el coneixement, una exploració de l'impacte del context canviant i de les característiques del coneixement.
Va ser director associat del Learning Technologies Centre a la Universitat de Manitoba, i ha acceptat un lloc a la Universitat d'Athabasca.
En 2008, Siemens i Stephen Downes van dissenyar i van impartir en línia un curs obert sobre "open teaching".